# Everdell
Everdell è un gioco da tavolo da 1 a 4 giocatori ideato da James Wilson e pubblicato da Starling Games nel 2018. Nel gioco, i giocatori assumono il ruolo di animali della foresta che costruiscono una città in quattro stagioni raccogliendo risorse, reclutando lavoratori e costruendo edifici. Il gioco ha ricevuto ottime recension grazie alla sua grafica e i suoi componenti che hanno ricevuto forti elogi.
Una nuova versione del gioco chiamata Everdell Farshore è stata annunciata dalla Starling Games nel Luglio 2023, per poi essere distribuito in Nord America l'1 Agosto 2023.

## Gioco
Nel corso di quattro stagioni, i giocatori posizionano i loro animali lavoratori della foresta per ottenere risorse che serviranno ad acquistare carte da posizionare nella propria città, punti per vincere il gioco o abilità speciali per aiutarli a costruire ulteriormente. La fase iniziale del gioco è relativamente semplice, con la complessità che aumenta man mano che le carte di un giocatore ottengono sinergie dalle nuove carte acquisite. Oltre ai punti ottenuti dall'acquisizione delle carte, i giocatori ottengono punti attivando eventi, collezionando determinate combinazioni di tipologie di carte e dai bonus di fine gioco ottenuti attraverso carte per l'acquisizione di determinate altre carte nella loro città.

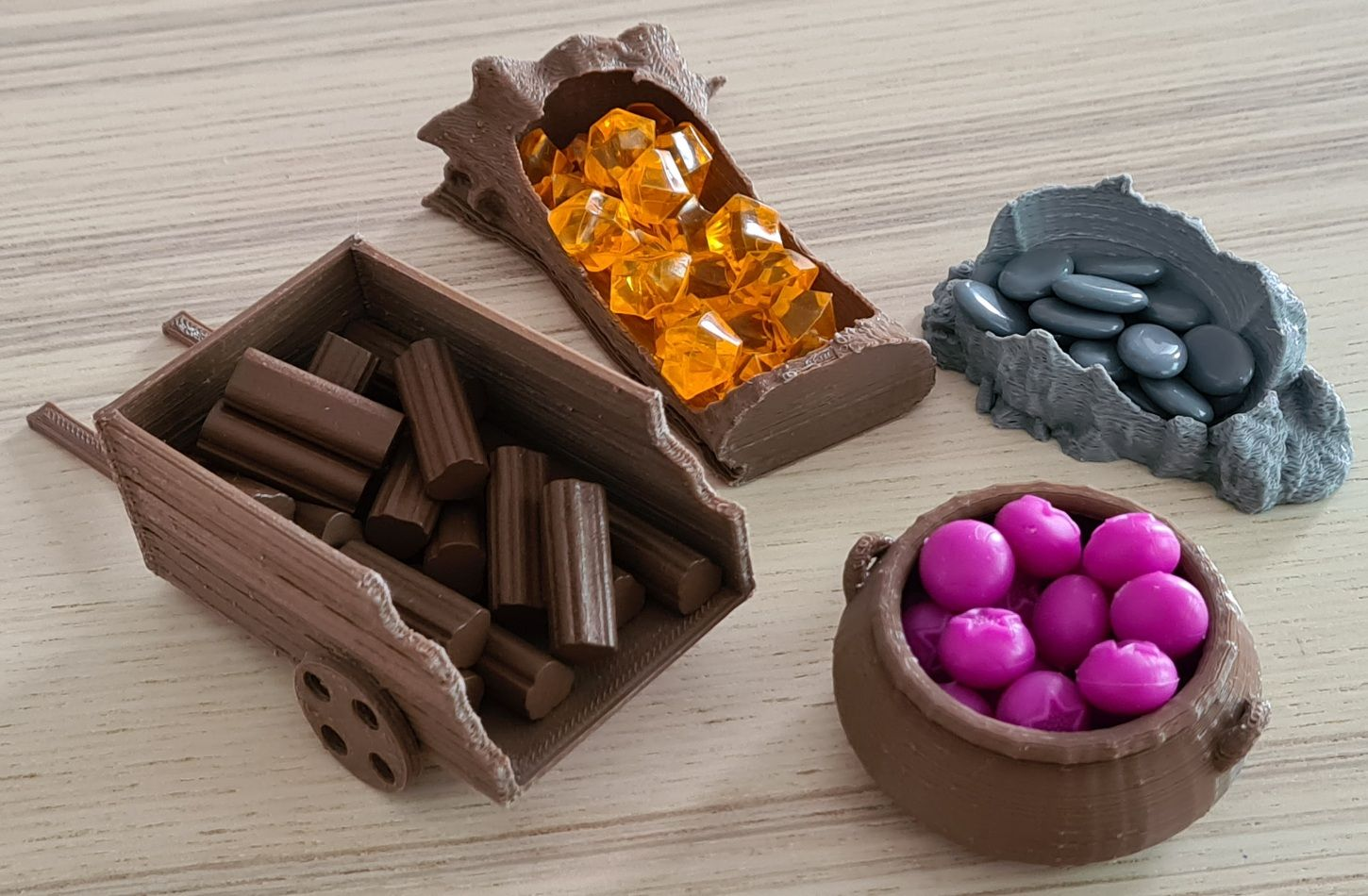
Componenti del gioco

## Espansioni
Starling Games ha condotto diverse campagne Kickstarter di successo per finanziare espansioni per il gioco. Le espansioni vengono aggiunte in lati diversi della plancia di gioco originale, consentendo di essere giocate in contemporanea.
La prima espansione, Pearlbrook, venne rilasciata nel 2019 dopo essere stata finanziata su Kickstarter nel settembre 2018. L'espansione offre ai giocatori un nuovo tipo di lavoratori, gli ambasciatori di rane, che possono raccogliere perle e commerciare con creature sottomarine.
Altre due espansioni sono state finanziate da un altro Kickstarter nel settembre 2019. Spirecrest aggiunge un nuovo tabellone Montagna che i giocatori possono esplorare oltre a vari nuovi tipi di carte. Bellfaire aggiunge diversi moduli al gioco, inclusi poteri unici per i giocatori, una nuova posizione di mercato e regole per supportare 5-6 giocatori.
Un terzo kickstarter nel settembre 2021 ha finanziato altre due espansioni. Newleaf aggiunge un nuovo tabellone della stazione e diversi componenti a tema treno. Mistwood aggiunge una nuova modalità di gioco progettata per partite da solo o per due giocatori. Durante questo Kickstarter è stata finanziata anche una versione del gioco intitolata Everdell: The Complete Collection contenente tutte e 5 le espansioni. Le espansioni e la Complete Collection sono state lanciate sul mercato agli inizi nel 2023. Asmondee prevede l'uscita di Newleaf e Mistwood tradotte in italiano per Ottobre 2023, mentre The Complete Collection non è disponibile in versione italiana.
Una versione semplificata del gioco base rivolta a un pubblico più giovane chiamata My Lil' Everdell è stata pubblicata nel 2022 . 

## Edizione digitale
Un adattamento per videogioco sviluppato da Dire Wolf è stato rilasciato nel luglio 2022 su Steam, iOS e Android . Una versione per Nintendo Switch è stata rilasciata nel settembre 2022.